# Прясло стены Новгородского Кремля между Воскресенской аркой и Златоустовской башней
Прясло стены между Воскресенской аркой и Златоустовской башней — памятник архитектуры. Расположен в Великом Новгороде в западной части Новгородского Кремля.
Почти прямое в плане прясло длиной 100,6 м, высотой 10-11,5 м, толщиной в уровне боевого хода 3,6 м было сооружено в конце XV века, возможно, на базе более ранней стены. На внутреннем фасаде — 13 арок-ниш, внизу у двух из них — две заложенные на 2008 год бойницы подошвенного боя. Как и у других прясел Кремля, нижняя цокольная часть наклонная, от верхней вертикальной она отделена горизонтальным валиком. У прясла двурогие зубцы на невысоком парапете и двускатная кровля, облицовка кирпичная (оригинальный кирпич — 26 х 13 x 6-5,5 см).
В конце XVI века и в середине XVII века прясло частично перестраивалось, при этом двурогие зубцы переделали на прямоугольные, приподняли площадку боевого хода, сделали крышу (утрачена в начале XVIII века), побелили стены. В середине XVIII века состоялся ещё один ремонт, в ближней к разбираемой Воскресенской башне бойнице при этом сделали калитку. В 1820-е годы над площадкой боевого хода сделали не закрывающее зубцы невысокое односкатное дощатое покрытие.
В XIX и начале XX века отмечалось, что стена сильно наклонилась внутрь Кремля, облицовка вспучена, кладка зубцов находится в аварийном состоянии. Во время Великой Отечественной войны зубцы были почти полностью утрачена, облицовка с внешней стороны частично отслоилась.
В 1952—1956 годах прясло было отреставрировано под руководством А. В. Воробьёва, зубцы были сделаны двурогими. В 1979—1980 годах прошёл очередной ремонт и исследования, в 1994—1995 годах — снова обмеры и исследования, на основании которых был разработан частично реализованный в тех же годах проект реставрации. Была восстановлена двускатная крыша (выполнена из биметалла по бревенчатым стропилам и стойкам), боевой ход покрыт рубероидом для гидроизоляции. В 1995 году прясло было укреплено со стороны рва, фундамент и основания под ним цементованы. Облицовку не восстановили.